# Sometimes (песня Бритни Спирс)
«Sometimes» (с англ. — «Иногда») — песня американской певицы Бритни Спирс для её дебютного студийного альбома ...Baby One More Time (1999), выпущенная 30 апреля 1999 на лейбле Jive Records в качестве второго сингла. Автором композиции является Йорген Элофссон, который вместе с Пером Магнуссоном и Дэвидом Крюгером спродюсировал трек. «Sometimes» — песня в стиле тин-попа с элементами бабблгам-попа. Она повествует об отношениях, где стеснительная девушка не решается открыться в чувствах парню. Песня получила в основном смешанные отзывы от критиков того времени.
«Sometimes» обрела мировой успех, достигнув пика в топ-10 в одиннадцати странах. В США песня достигла двадцать первой строки. Песня достигла первой строки в Бельгии (Фландрия), Нидерландах и Новой Зеландии, и второй в Австралии. В Великобритании достигла третьей строки, и она также стала третьим самым продаваемым синглом в стране. Клип на неё, снятый Найджелом Диком, снимался в бухте Парадайз в Малибу. В нём Спирс наблюдает за своим любимым издалека. Спирс исполнила «Sometimes» в четырёх концертных турах, включая ...Baby One More Time Tour (1999), Oops!... I Did It Again World Tour (2000-01) и Dream Within a Dream Tour (2001-02).

## История создания
До записи дебютного альбома Спирс изначально представляла стиль «музыки Шерил Кроу, но для молодых [и] более современных взрослых. Однако, певица согласилась с точкой зрения продюсеров лейбла, которые были ориентированы на тинейджеров на то время. Она полетела в Cheiron Studios в Стокгольм, Швеция, где была записана половина альбома с марта по апрель1998 с продюсерами Максом Мартином, Denniz Pop и Рами Якубом среди прочих. „Sometimes“ была написана Йоргеном Элофссоном, Пером Магнуссоном и Дэвидом Крюгером. Спирс записала вокал для песни в мае 1998 на Cheiron Studios в Стокгольме. Также она была отмиксована на Cheiron Studios Мартином. Спирс также была соавтором и записала песню „I’m So Curious“, продюсированную Фостером Уайтом, которая также вышла на стороне „Б“ к „Sometimes“. Трек был записан в 1997 на 4MW East Studios в Нью-Джерси. „Sometimes“ был выпущен вторым синглом с ...Baby One More Time 30 апреля 1999.

### Споры по авторству
У песни были споры по поводу авторства. Стив Уоэллес, автор песен из Индианы, заявил, что он написал «Sometimes» в 1990 году, но не подавал на права до 2003 года, спустя четыре года после того как Спирс зарегистрировала права на песню. По словам Уоллеса, Спирс призналась, что он написал песню, показав предполагаемое электронное письмо от певицы на суде, в котором говорилось: «Сейчас я понимаю, что это ты написал ['Sometimes']. Но я ничего не могу сделать. Это всё, что я могу сказать об этом». Письмо признали поддельным, и дело было закрыто 31 октября 2005, когда судья Джон Д. Тиндер объявил, что певица не крала песню.

## Композиция
„Sometimes“ — это романтическая тин-поп песня, в которой есть элементы бабблгам-попа, длительностью четыре минуты и четыре секунды. Песня написана в тональности Си♭ мажор в двухчастотном тактовом размере в среднем темпе 96 ударов в минуту. После перехода она транспортируется в си мажор. Вокал Спирс простирается почти на две октавы от нижней ноты F3 до высокой ноты E5. У песни есть последовательность из Cm11-F7sus-B♭-B♭(9)/D-F/A-F в своей аккордовой последовательности. Стивен Томас Эрльюин из Allmusic отметил, что у „Sometimes“ есть „цепляющий хук и покоряющая мелодия, напоминающая евроданс ритмы“.

## Видеоклип
Как и предыдущий сингл „…Baby One More Time“, „Sometimes“ был спродюсирован Найджелом Диком.
Клип записывался на пляже Парадайс в Малибу, Калифорния, в котором Спирс смотрит на парня (Чад Кол) с собакой. Видео также включает сцены танцев Бритни Спирс в белой одежде и группы на побережье.
Существует 2 версии видео. Одна включает больше красивых пейзажей, а во второй версии больше танцев на побережье. Радио версия песни была использована для видеоклипа, отличается от альбомной версии отсутствием инструментальных партий в конце.

## Участие в чартах
Когда сингл был выпущен только в ротацию на радио, он не был популярен, а его места в чартах были не высокими. Но после того, как был выпущен CD-диск, места в чартах заметно повысились. Пиковая позиция сингла в чарте Billboard Hot 100 — 21, в чарте Hot 100 Airplay — 19. Песня также была включена в список Billboard Hot 100 за 1999 год, где сингл занял в итоге 75 место.
Так в чарте Top-40 на радио, песня вошла в top-10 в обоих чартах Top 40 Tracks и Rhythmic Top 40.

## Формат дисков и вошедшие треки
| UK CD Single (0523202) 1. „Sometimes“ [Radio Edit] — 3:55 2. „Sometimes“ [Soul Solution Mid-Tempo Mix] — 3:29 3. „I’m So Curious“ — 3:35 UK Promo 12» Vinyl (052320.0P) - Side A: 1. «Sometimes» [Thunderpuss 2000 Club Mix] — 8:02 - Side B: 1. «Sometimes» [Soul Solution Extended Mix] — 6:59 2. «Sometimes» [Thunderpuss 2000 Radio Mix] — 3:50 Europe/Australia CD Single (0550142) 1. «Sometimes» [Radio Edit] — 3:55 2. «I’m So Curious» — 3:35 3. «Sometimes» [Soul Solution Mid-Tempo Mix] — 3:29 Europe 2-Track CD (0580382) 1. «Sometimes» [Radio Edit] — 3:55 2. «Sometimes» [Soul Solution Mid-Tempo Mix] — 3:29 | Japan CD Single (AVCZ95121) 1. «Sometimes» [Radio Edit] — 3:55 2. «…Baby One More Time» [Sharp Platinum Vocal Remix] — 8:11 3. «…Baby One More Time» [Davidson Ospina Club Mix] — 5:40 U.S. Promo CD (DUTCH19) - Side A: 1. «Sometimes» [Thunderpuss 2000 Club Mix] — 8:02 2. «Sometimes» [Mike Ski’s Drum Dub] — 4:56 - Side B: 1. «Sometimes» [Soul Solution Mid-Tempo Mix] — 3:29 2. «Sometimes» [ThunderDub] — 7:18 - Side C: 1. «Sometimes» [Mike Ski’s 3AM Bass Bin Destroyer Mix] — 9:34 2. «Sometimes» [Original Radio Edit] — 3:55 - Side D: 1. «Sometimes» [Boris & Beck Roxy Dub] — 6:51 2. «Sometimes» [Beats Of Thunderpuss] — 4:27 |

## Чарты и сертификации
| Чарт (1999)                         | Высшая позиция |
| ----------------------------------- | -------------- |
| Австралия (ARIA)                    | 2              |
| Австрия (Ö3 Austria Top 40)         | 6              |
| Бельгия (Ultratop 50 Flanders)      | 1              |
| Бельгия (Ultratop 50 Wallonia)      | 6              |
| Нидерланды (Dutch Top 40)           | 1              |
| Европа (Hot 100 Singles)            | 7              |
| Финляндия (Suomen virallinen lista) | 4              |
| Франция (SNEP)                      | 13             |
| Германия (Media Control AG)         | 6              |
| Ирландия (IRMA)                     | 5              |
| Италия (FIMI)                       | 7              |
| Новая Зеландия (Recorded Music NZ)  | 1              |
| Норвегия (VG-lista)                 | 13             |
| Испания (PROMUSICAE)                | 13             |
| Швеция (Sverigetopplistan)          | 4              |
| Швейцария (Schweizer Hitparade)     | 7              |
| Великобритания (UK Singles Chart)   | 3              |
| США (Billboard Hot 100)             | 21             |
| США (Billboard Mainstream Top 40)   | 6              |
| США (Billboard Adult Top 40)        | 29             |

| Чарт (1999)                      | Позиция |
| -------------------------------- | ------- |
| Australian Singles Chart         | 22      |
| Belgian Singles Chart (Flanders) | 11      |
| Belgian Singles Chart (Wallonia) | 28      |
| French Singles Chart             | 54      |
| German Singles Chart             | 51      |
| Swiss Singles Chart              | 38      |
| UK Singles Chart                 | 33      |
| US Billboard Hot 100             | 86      |

| Страна         | Сертификация | Продажи |
| -------------- | ------------ | ------- |
| Австралия      | Платиновый   | 70 000  |
| Бельгия        | Платиновый   | 50 000  |
| Франция        | Золотой      | 250 000 |
| Недерланды     | Золотой      | 50 000  |
| Новая Зеландия | Золотой      | 5000    |
| Швеция         | Платиновый   | 30 000  |
| Великобритания | Золотой      | 456 000 |